# Iván Gil
Iván Gil Calero (Sant Boi de Llobregat, 18 gennaio 2000) è un calciatore spagnolo, centrocampista del Las Palmas.

## Carriera
Gil è cresciuto nel settore giovanile dell'Espanyol, dove è arrivato nel 2014 dal Marianao Poblet. Il 25 agosto 2019 ha debuttato con la seconda squadra nell'incontro di Segunda División B vinto 2-0 contro il FC Andorra ed il 10 ottobre successivo ha segnato i suoi primi gol, marcando una doppietta nel successo per 3-1 sull'Ejea. Il 20 dicembre ha rinnovato il contratto fino al 2022.
Il 20 luglio 2021 ha risolto il suo contratto con il club catalano e tre giorni dopo si è unito al FC Andorra. In seguito alla promozione in Segunda División al termine della stagione, il 15 agosto 2022 ha esordito nel campionato cadetto nell'incontro vinto 1-0 contro il Real Oviedo.

## Statistiche

### Presenze e reti nei club
Statistiche aggiornate al 4 febbraio 2024.
| Stagione        | Squadra         | Campionato      | Campionato | Campionato | Coppe nazionali | Coppe nazionali | Coppe nazionali | Coppe continentali | Coppe continentali | Coppe continentali | Altre coppe | Altre coppe | Altre coppe | Totale | Totale | Totale |
| Stagione        | Squadra         | Comp            | Pres       | Reti       | Comp            | Pres            | Reti            | Comp               | Pres               | Reti               | Comp        | Pres        | Reti        | Pres   | Reti   |        |
| --------------- | --------------- | --------------- | ---------- | ---------- | --------------- | --------------- | --------------- | ------------------ | ------------------ | ------------------ | ----------- | ----------- | ----------- | ------ | ------ | ------ |
| 2019-2020       | Espanyol B      | SDB             | 21         | 2          |                 | -               | -               |                    | -                  | -                  |             | -           | -           | 21     | 2      |        |
| 2020-2021       | Espanyol B      | SDB             | 28         | 1          |                 | -               | -               |                    | -                  | -                  |             | -           | -           | 28     | 1      |        |
| 2021-2022       | FC Andorra      | PDR             | 27         | 6          | CR              | 2               | 0               |                    | -                  | -                  |             | -           | -           | 29     | 6      |        |
| 2022-2023       | FC Andorra      | SD              | 27         | 4          | CR              | 1               | 1               |                    | -                  | -                  |             | -           | -           | 28     | 5      |        |
| 2023-2024       | FC Andorra      | SD              | 24         | 3          | CR              | 1               | 0               |                    | -                  | -                  |             | -           | -           | 25     | 3      |        |
| Totale carriera | Totale carriera | Totale carriera | 127        | 16         |                 | 4               | 1               |                    | -                  | -                  |             | -           | -           | 131    | 17     |        |